# Addiction Crew
Addiction Crew — італійський ню-метал/репкор гурт заснований в 1996 році.

## Історія гурту
Addiction Crew був заснований в 1996 році. Через два роки був виданий перший дебютний альбом під назвою Just To Hurt.
У 2001 році був виданий другий альбом гурту за назвою Doubt The Dosage.
У 2003 році до гурту долучається вокалістка Марта Інноченті.
У 2004 році гурт видає вже третій альбом Break In Life.
У 2008 році гурт видав четвертий альбом Lethal.

## Дискографія
| # | Назва            | Рік  | Лейбл              |
| - | ---------------- | ---- | ------------------ |
| 1 | Just To Hurt     | 1998 | H&R Records        |
| 2 | Doubt The Dosage | 2001 | Silly Prodz        |
| 3 | Break In Life    | 2004 | Earache Records/RB |
| 4 | Lethal           | 2008 | Aural Music        |